# Gustave Marie Verspyck (1897-1980)

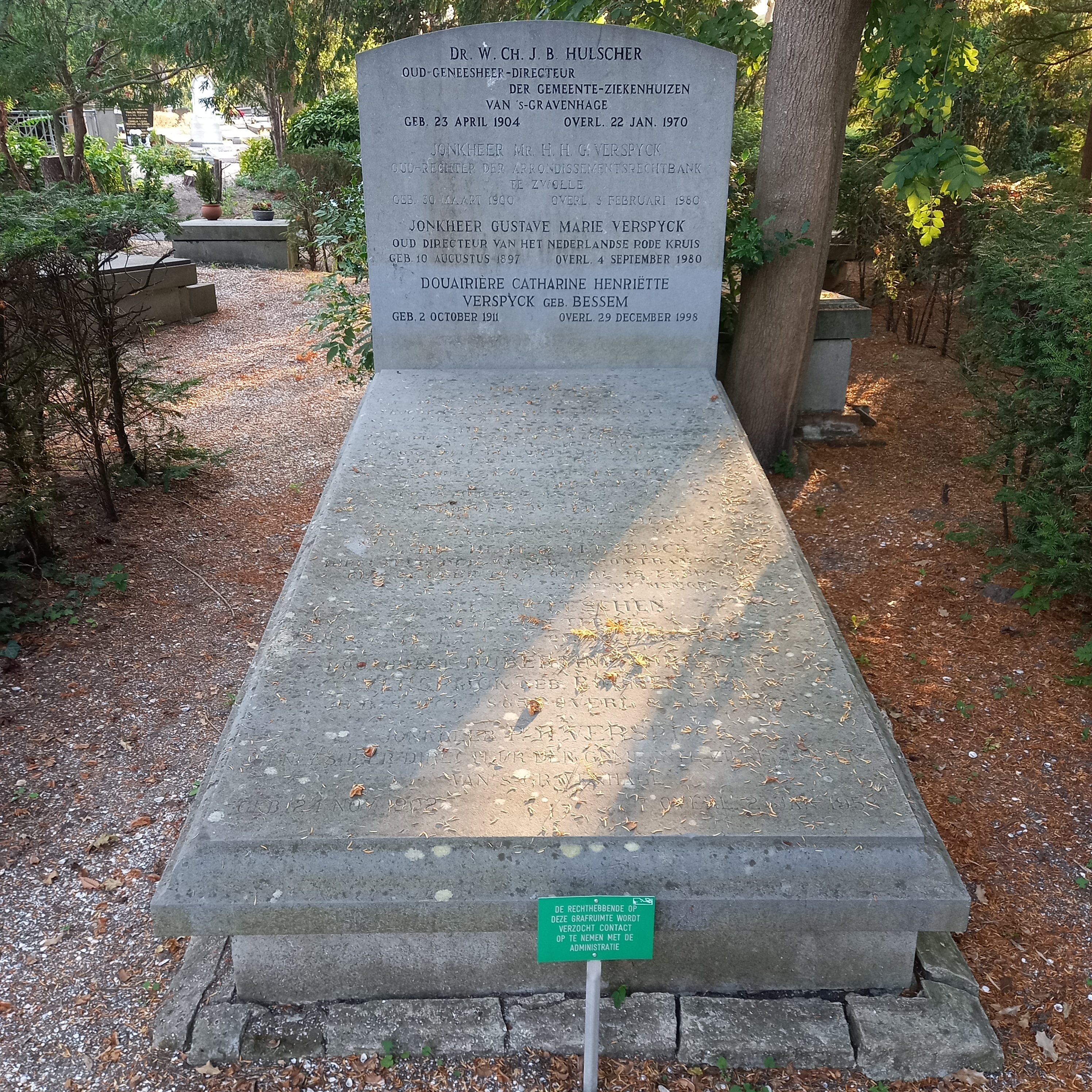
Het graf van Gustave Marie Verspyck in gezinsgraf op Algemene Begraafplaats Kerkhoflaan in Den Haag

Gustave Marie Verspyck (Den Haag, 10 augustus 1897 - aldaar, 4 september 1980) was een Nederlands directeur van Het Nederlandse Rode Kruis van 1946 tot 1962 en officier in de Orde van Oranje-Nassau.

## Familie
Verspyck was een lid van het geslacht Verspyck en zoon van jhr. ir. Henri Gustave Verspyck (1855-1917) en diens tweede vrouw Hubertine Christine Boumeester (1865-1954), een zus van diens eerste vrouw. Verspyck was een broer van jhr. mr. Henri Huibert Gerard Verspyck (1900-1980) en van jhr. Pierre Henri Verspyck (1902-1958). Verspyck was ongehuwd.

## Loopbaan
Verspyck werd in 1920 in de rang van reserve tweede luitenant van het tiende regiment overgeplaatst bij het regiment jagers. Hij vertrok op 27 december 1920 per stoomschip Johan de Witt naar Batavia, waar hij zich vestigde te Bandoeng. Hij was er werkzaam als procuratiehouder van de Nederlands-Indische Handelsbank, tot hij terugkeerde naar Nederland en in dienst trad bij het Nederlandse Rode Kruis, en in 1939 secretaris van het bestuur werd.

### Tweede Wereldoorlog
Tijdens de Tweede Wereldoorlog was het officiële standpunt van het Rode Kruis volgens Verspyck, als naaste medewerker van secretaris-generaal dr. H.K. Offerhaus, dat het Rode Kruis niet illegaal optrad. Door de rijkscommissaris werd C. Piek, de in 1942 ontslagen directeur van de Duitse stichting Winterhulp Nederland, tot secretaris-generaal van het Rode Kruis benoemd. Het dagelijks bestuur van het Nederlandse Rode Kruis accepteerde deze benoeming niet en deed door Verspyck een circulaire aan vertrouwelingen uitgaan dat het zijn taak als beëindigd beschouwde. Dat was formeel omdat: deze benoeming in strijd is met de statuten der vereniging alsmede met het Koninklijk Besluit van 16 oktober 1939, alsmede met nummer 108, waardoor het dagelijkse bestuur en de secretarissen het niet mogelijk achten naar eer en geweten hun taak voort te zetten.
Desalniettemin werden in een rodekruispakket van een vaandrig elementen ontdekt die gebruikt konden worden bij een ontvluchting. Door de bezetter werd vervolgens aangedrongen op een zuivering van de Rode Kruis-top: baron W.J. Van Lynden, H.K. Offerhaus en Verspyck zouden daaruit moeten verdwijnen. Vanaf eind april 1943 was Verspyck samen met Van Lynden en Offerhaus namens het Rode Kruis lid van de "Commissie Vught", die eens per maand bijeenkwam om na te gaan hoe men voorraden levensmiddelen naar Kamp Vught kon krijgen.
In zijn proefschrift De Zwaargewonden Eerst? Het Nederlandsche Rode Kruis en het vraagstuk van oorlog en vrede 1867-1945 hekelt de historicus Leo van Bergen de langdurige accorderende houding van het Nederlandse Rode Kruis tijdens de Tweede Wereldoorlog.

### Latere loopbaan
Na de oorlog werd Verspyck secretaris van de Vereniging Binnenland (7 mei 1945-18 januari 1946) van het Rode Kruis. Hij hield zich bezig met het opbouwen van rampendepots, die onder meer dienstdeden tijdens een stormramp van 1953 en voor de Hongaarse vluchtelingen in 1956. In 1947 maakte hij deel uit van een commissie van onderzoek naar hulp van het Rode Kruis en andere instanties aan Nederlandse politieke gevangenen in het buitenland en het evacueren van Nederlandse gevangenen in de oorlogsjaren. Andere bestuursleden waren Koos Vorrink (voorzitter), A.M. Boissevain-van Lennep, Pim Boellaard en A.J. Teunissen. Op 18 januari 1946 werd Verspyck, samen met Mr. W. Veenstra, benoemd tot directeur van het Rode Kruis. Hij was in september 1955 een van de personen die een brief aan de Eerste en Tweede Kamer der Staten-Generaal voor het verbod op atoomwapens ondertekenden. In juli 1962 bestond het Rode Kruis 90 jaar en ter gelegenheid daarvan werd Verspyck als directeur van het Rode Kruis benoemd tot officier in de Orde van Oranje-Nassau, omdat hij de bezittingen van het Rode Kruis uit de handen van de bezetter had weten te houden.
Op 1 september 1962 ging Verspyck met pensioen. In juni 1965 werd hij ridder in de Johanniter Orde in Nederland. Later werd hij kanselier van deze Orde. Hij overleed in 1980.